# Ruperto Ruíz de Velasco
Ruperto Ruíz de Velasco (Calahorra, La Rioja, 27 de marzo de 1858 - Zaragoza, Aragón, 9 de abril de 1897) fue un músico, compositor y musicógrafo español.

## Biografía
Cantante, pianista, director de orquesta, compositor, musicógrafo y profesor,  Ruperto Ruiz de Velasco nació en Calahorra (La Rioja) el 27 de marzo de 1858. Su primer contacto con el aprendizaje musical lo tiene en su infancia en la Catedral de Calahorra, contando como profesor a Santos Miranda,       quién le da sus primeras lecciones de piano. Poco tiempo después, debido al traslado de su familia a Logroño, prosigue con su aprendizaje de forma autodidacta. Durante este periodo y como consecuencia de la situación económica familiar, trabaja como pianista en el Café Los Leones. 
En junio de 1873 obtiene el título de bachiller, lo que le permite acceder como director de orquesta del Liceo logroñés, puesto que desempeña durante dos años antes de trasladarse a Zaragoza en 1876. En esta ciudad es donde Ruperto Ruiz de Velasco desarrolla su vida artística y docente. Trabajando en sus primeros años en los cafés París y Ambos Mundos como pianista, conoce al célebre violinista Andrés Fortuny en 1877, con el que interpreta varias obras.  Poco a poco empieza a dar clases de música, en primer momento particulares, hasta que consigue una plaza en 1882 como profesor del colegio San Miguel. Durante su docencia en dicho colegio encontramos publicaciones periódicas en Diario de Avisos acerca de sus interpretaciones con alumnos:

[...]El conocido artista D. Ruperto Ruiz de Velasco, profesor del colegio de san Miguel acompañado al armónium por uno de sus alumnos, lució en esta aria de bajo (Pro peccatis, Stabat Mater de Rossini)  dotes artísticas de gran valía [...]

Además, en este mismo año comienza a estrenar obras escénicas, destacándose la zarzuela La sorpresa (1882), acogida con críticas elogiosas desde la prensa (El Correo de España).
Lejos de abandonar sus estudios tras el bachiller, se licencia  en la carrera de Filosofía y Letras en la Universidad de Zaragoza en 1885, trabajando posteriormente como profesor adjunto. Durante sus años de universitario colabora con la revista Gaceta Musical y consigue publicar varias obras como su mazurca para piano De noche (1883).
Al final de la década de 1880 prosigue con su actividad como pianista estrenando bailables en los teatros Goya y Pignatelli, publicados posteriormente como suplementos de revistas musicales. En 1890 junto a A. Lozano funda la primera institución musical pública de la capital aragonesa; Escuela de Música de Zaragoza, de la que será director y profesor. Finalmente fallece a causa de una pulmonía el 9 de abril de 1897.

## Trayectoria como intérprete
Ruperto Ruiz de Velasco trabajó a lo largo de toda su vida como intérprete en diferentes espacios, destacando los cafés y teatros zaragozanos. Sin embargo, únicamente contamos con documentación convenientemente detallada de sus actuaciones a partir de la década de 1880. Entre estas destaca su aparición en prensa como pianista acompañante de los principales cantantes de la compañía del tenor Julián Gayarre en 1883 en su paso por Zaragoza. 
Son conocidas también sus actuaciones como pianista en el Teatro Lope de Vega, convertido en salón de baile. Actuando también como programador, los programas reúnen tanto cantos populares como obras de cámara y adaptaciones de conciertos y sinfonías. Además, participa en las sociedades de conciertos y de cuartetos de Zaragoza formando parte, entre otros, del sexteto del Teatro Pignatelli en 1888.

## Trabajo editorial
Además de sus publicaciones en periódicos generalistas como es el caso de Diario de Avisos, a finales de 1880 funda y dirige Aragón Artístico, un periódico más especializado que, según, Ruperto Ruiz Velasco tiene como propósito fomentar las aficiones artísticas regalando música correctamente editada y cuidadosamente elegida y abriendo vasto campo a los profesores músicos. En esta revista publica gran parte de sus piezas para piano. 

## Fundación de la Escuela de Música de Zaragoza
Dada su preocupación por la docencia funda junto a Antonio Lozano en 1890 la Escuela de Música de Zaragoza. En primera instancia actúa como profesor de Historia y Estética de la Música, llegando finalmente a ser director de dicha institución. Según el cronista José Blasco, este centro está respaldado por el Ayuntamiento de Zaragoza con aportaciones económicas. Este hecho es de vital importancia ya que se convierte en el primer centro público de enseñanza musical de Zaragoza. En sus primeros años cuenta con un gran número de alumnas. En un principio, acceden en su mayoría a piano, solfeo y canto. Sin embargo, en los años siguientes comienzan a acceder a estudios que tradicionalmente habían sido masculinos; composición, órgano…  
Estos datos han llegado a la actualidad gracias al Diario de Zaragoza que publica las notas de las instituciones públicas anualmente. Entre los años 1893 y 1895 destaca la presencia femenina en la Escuela de Música  contando con músicas como; Luisca Cascajares, Juana Pérez o Concepción Regnard, que obtuvieron premios o accésit en órgano. 

## Obras destacadas
Producción escénica: 
- La sorpresa,  Zarzuela en un acto (1882)
- ¡Valiente novio!
- ¡Uno tras otro!
- Cosas de la S.H.
- El premio mayor (1884)
- El trovador de Belchite
- Patricia y compañía
- Una revista en una cesta
- Margarita chupaparras
- De verano
- Hernán: cuadro lírico
- El primer baile

Producción instrumental:
- De noche (mazurca)
- Marina (gabota)
- Ausencia ( mazurca)
- Rioja ( mazurca)
- Pilar (polca)
- La bofetada (tango)
- Cachita (danza)
- Eduardo (vals)
- Après (polca)

## Distinciones
- Caballero de la Real Orden de Isabel la Católica (1894)
- Académico de la Real Academia de Bellas Artes de San Fernando
- Real Cruz de la Orden de Carlos III